# Gelbgraue Felsflur-Staubeule
Die Gelbgraue Felsflur-Staubeule (Hoplodrina superstes), zuweilen auch als Gelbgraue Bodeneule bezeichnet, ist ein Schmetterling (Nachtfalter) aus der Familie der Eulenfalter (Noctuidae).

## Beschreibung

### Falter
Die Flügelspannweite der Falter beträgt 28 bis 34 Millimeter. Sie haben im Vergleich zu anderen Hoplodrina-Arten relativ lange, gestreckte Vorderflügel, deren Oberseite eine gelbgraue bis hell graubraune Grundfarbe sowie eine unregelmäßige schwarze Beschuppung zeigt. Vom Vorderrand  heben sich einige dunkle Flecke ab. Ring- und Nierenmakel sind groß, dunkel gefüllt und hell umrandet. Die äußere Querlinie ist dunkel, gezackt und meist in Punkte aufgelöst. Die helle Wellenlinie ist dunkel angelegt. Am Saumrand befindet sich eine Reihe sehr kleiner Pfeilflecke. Die zeichnungslose Hinterflügeloberseite ist weißlich gefärbt und in Richtung Saum etwas verdunkelt.

### Ei
Das Ei hat eine halbkugelige Form und eine zunächst hellgelbe, später dunkle Farbe. Die Oberfläche ist mit kräftigen Längsrippen überzogen, von denen ungefähr die Hälfte die Mikropylzone erreicht.

### Raupe
Ausgewachsene Raupen haben eine gelbgraue bis rötlich graue Farbe. Rücken- und Nebenrückenlinien sind hell und sehr dünn. Der gesamte Körper ist mit schwarzen Punktwarzen und kurzen weißen Haarborsten versehen. Die Stigmen sind schwarz.

### Puppe
Die rotbraune Puppe besitzt am Kremaster vier Hakenborsten, von denen die beiden mittleren kräftig ausgebildet sind.

### Ähnliche Arten
Die Hellbraune Staubeule (Hoplodrina ambigua) unterscheidet sich durch kürzere Flügel und weniger markante Zeichnungselemente. Bei Hoplodrina hesperica sind die Makel sowie das Gesamterscheinungsbild dunkler und die Wellenlinie verläuft nahezu gerade. Sie kommt nur in einigen Regionen Spaniens und Südfrankreichs vor, sodass es nur geringe geographische Überlappungen zu Hoplodrina superstes gibt.

## Verbreitung und Lebensraum
Die Gelbgraue Felsflur-Staubeule kommt in Mittel- und Südeuropa weit verbreitet vor. Im Norden existiert eine Population auf Alderney. Das britische Festland erreichen die Falter zuweilen als Wanderfalter. Die östliche Ausdehnung erstreckt sich bis zum Ural, die südliche bis nach Marokko, in die Türkei, die Ukraine und den Nordiran. Hauptlebensraum der Art sind warme Hänge und felsige Täler, aufgelassene Weinberge, buschige Heiden, Halbtrockenrasenflächen sowie trockene Waldränder.

## Lebensweise
Die nachtaktiven Falter bilden gebietsweise zwei Generationen pro Jahr, die im Norden univoltin von Juni bis Juli sowie im Süden zusätzlich von August bis September anzutreffen sind. Sie fliegen künstliche Lichtquellen an. Als Nahrungspflanzen der Raupen dienen die Blätter von Löwenzahn-, Wegerich- (Plantago), Labkraut- (Galium) und Ampferarten (Rumex). Die Raupen überwintern.

### Gefährdung
Die Gelbgraue Felsflur-Staubeule kommt in den mittleren und südlichen deutschen Bundesländern in unterschiedlicher Anzahl vor und wird auf der Rote Liste gefährdeter Tiere Deutschlands in Kategorie V (Vorwarnliste) geführt.